# Sandvika
Sandvika je administrativní centrum obce Bærum v kraji Akershus v Norsku. Jako město bylo deklarováno 4. června 2003.
Leží 15 km na západ od hlavního města Osla. Je to hlavní dopravní centrum západního Bærum a má společné autobusové a vlakové nádraží, kde zastavuje také Flytoget. Ve městě se nachází největší hypermarket ve Skandinávii, tzv. Sandvika Storsenter se 190 obchody a celkovou plochou 6 ha.